# Nicolaus Olahus
Nicolaus Olahus (n. 10 ianuarie 1493, Sibiu, Regatul Ungariei – d. 15 ianuarie 1568, Trnava, Slovacia) a fost un cleric catolic, umanist, istoriograf și om politic de origine română care a activat în Regatul Ungariei, ocupând demnitatea de arhiepiscop de Esztergom (în latină Strigonium) și primat al Bisericii Catolice din Ungaria, regent al Ungariei și apoi guvernator al țării. Tatăl său, Ștefan, era originar din Orăștie. Mama sa, Barbara Huszár, era descendentă din familia lui Ioan de Hunedoara, voievodul Transilvaniei.

## Biografie
Este cunoscut faptul că în anii tinereții sale, între c. 1522 și 1526, Olahus a fost consilier al regelui Ludovic al II-lea  deținând funcția de secretar-consilier la curtea regală. În 1542 Nicolaus Olahus și-a început cariera ecleziastică, devenind episcop al Diecezei de Zagreb. Două decenii mai târziu, în anul 1562, devine arhiepiscop de Strigonium și, prin aceasta, primat al Bisericii Catolice din Regatul Ungariei. În această calitate va fi numit guvernator al teritoriilor maghiare de vest, controlate de Habsburgi ca noi titulari ai coroanei Ungariei, după moartea regelui Ludovic al II-lea în timpul bătăliei cu turcii la Mohács în anul 1526.
Nicolaus Olahus a înființat în 1561 colegiul iezuit din Trnava (Nagyszombat), ridicat de Petrus Pázmány în 1665 la rang de academie, instituție considerată ca fiind prima universitate modernă din Regatul Ungariei.
În calitate de umanist și cărturar a întreținut o vastă corespondență cu intelectualii epocii, câștigând simpatia și recunoașterea lui Erasmus din Rotterdam. Lucrările sale cele mai importante, Hungaria și Attila, redactate probabil în perioada șederii în Țările de Jos, oferă informații valoroase cu privire la topografia și istoria Ungariei și, în special, a Transilvaniei.

## Opere
- 1536 – Hungaria
- 1537 – Attila
- Genesis filiorum Regis Ferdinandi
- Ephemerides
- Brevis descriptio vitae Benedicti Zerchsky
- 1763 – Hungaria et Attila sive de originibus gentis regni Hungariae (...) emondato coniumctim editi (Viena).

## Galerie de imagini

Nicolaus Olahus (bust în Piața Catedralei, Orăștie)
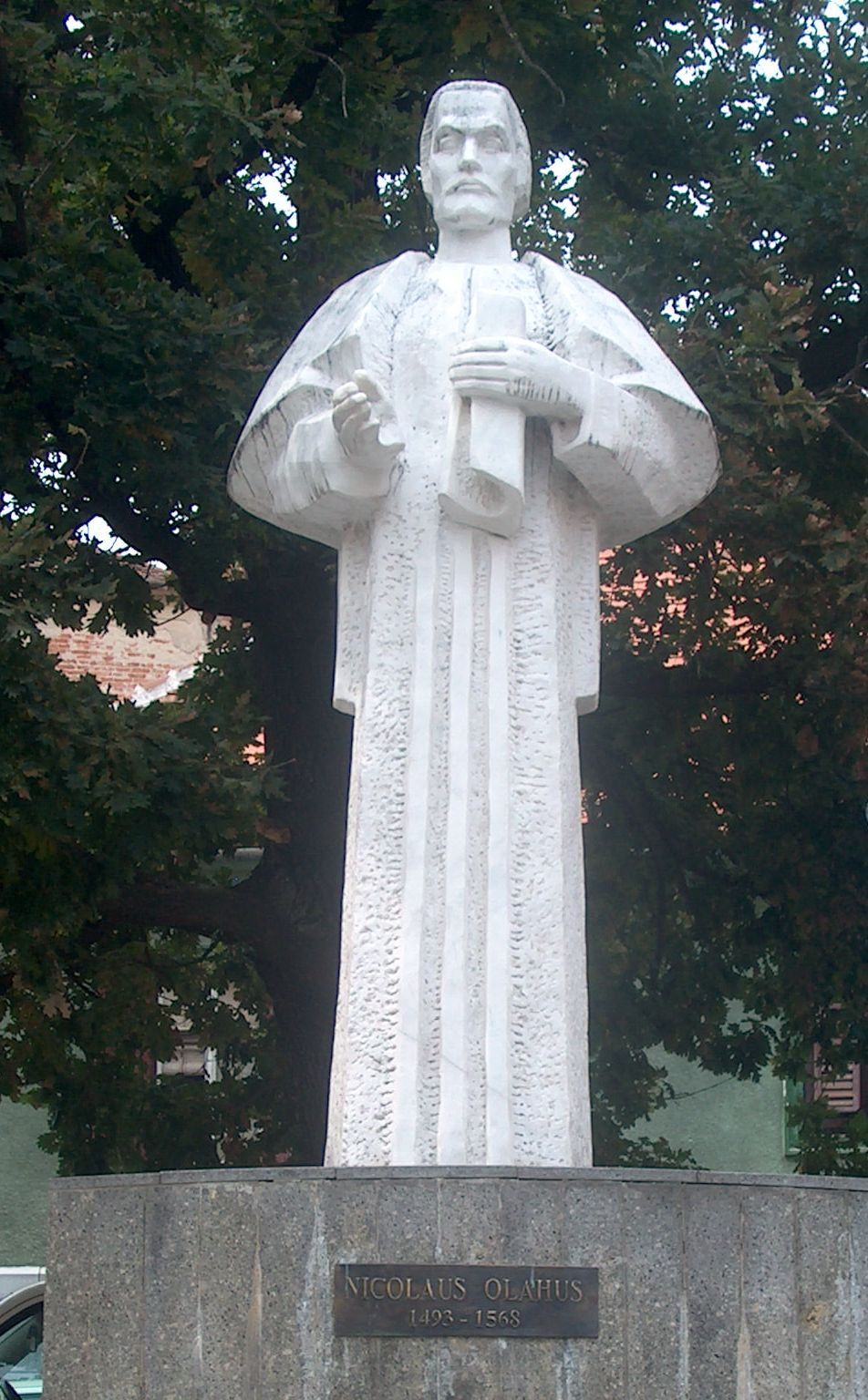
Nicolaus Olahus (statuie în fața Bisericii Ursulinelor din Sibiu)
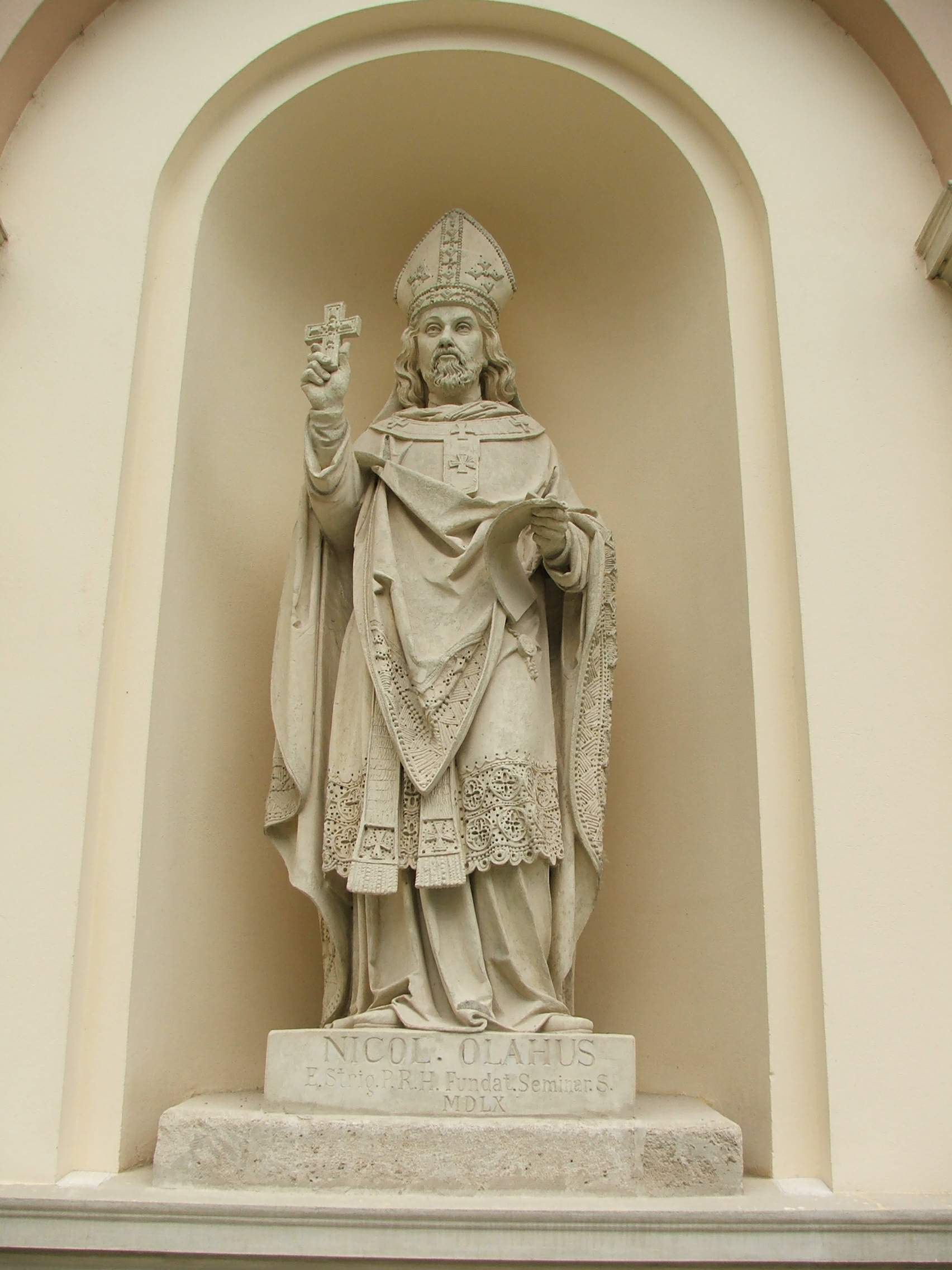
Statuia arhiepiscopului Nicolae Olahus (fațada seminarului teologic din Esztergom)
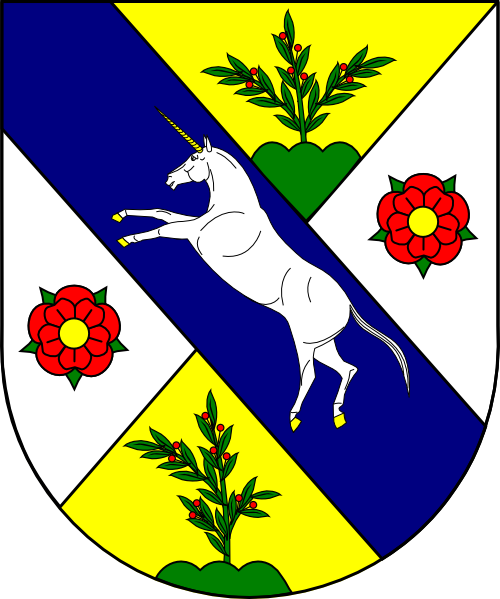
Blazonul arhiepiscopului Nicolaus Olahus
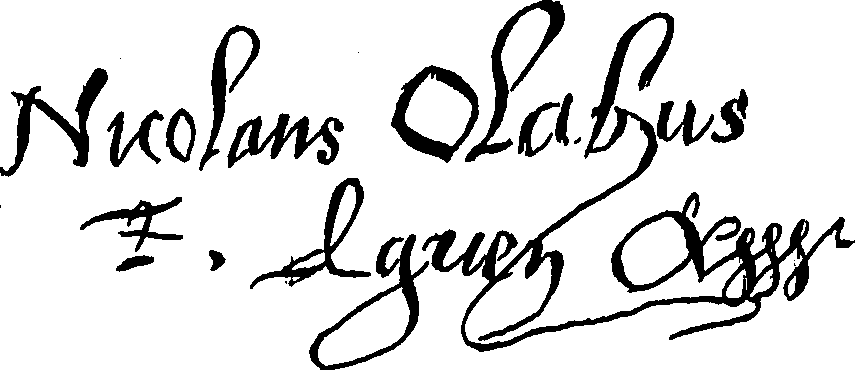
Semnătura lui Nicolaus Olahus

## Vezi și
- Melchior Cibinensis
- Statuia lui Nicolaus Olahus din Sibiu

## Legături externe
- en  Arhiepiscopul Nicolaus Olahus / Miklós Oláh, la catholic-hierarchy.org
- Nicolaus Olahus

| Titluri ale bisericii catolice | Titluri ale bisericii catolice                             | Titluri ale bisericii catolice |
| ------------------------------ | ---------------------------------------------------------- | ------------------------------ |
| Predecesor: George Martinuzzi  | Arhiepiscop de Esztergom 20 martie 1553 – 14 ianuarie 1568 | Succesor: Antun Vrančić        |